# Johannes Norrby (dirigent)
Ernst Wilhelm Johannes Norrby, född 1 oktober 1904 i Katarina församling, Stockholms stad, död 26 april 1994 i Lunds domkyrkoförsamling, Malmöhus län, var en svensk sångare (bas), kördirigent och verkställande direktör.

## Biografi
Norrby var son till hovpredikanten Johannes Norrby och Mimmi Kinnman samt bror till violoncellisten Gunnar Norrby och kyrkoherden, riksdagsmannen och kulstötaren Samuel Norrby. Han gifte sig 1936 med Gunnel Margareta Johansson.
Johannes Norrby studerade vid Stockholms högskola, där han blev filosofie magister och amanuens i botanik 1928. Åren 1930–1939 var han verksam som lärare i Stockholm, varefter han under resten av sitt liv skulle syssla med musik. Han hade studerat sång för Henry Jackson-Norris 1932–1940 och instrumentalmusik för Tor Bendixen.
Norrby var en legendarisk körledare i Stockholm. Han var bland annat känd för att sjunga även damstämmornas partier i rätt oktav vid sin instruktion. Egentligen var han andre bas, och framträdde som sådan i olika operauppsättningar samt i Björlingkvartetten och den radiokör han grundade 1938, Voces intimae. Under 1940-talet vikarierade han ofta för Set Svanholm som kantor i S:t Jacobs kyrka i vars kyrkokör han även sjöng 1929–1949. Han var dirigent för Akademiska kören 1943–1964, och ledare för Musikaliska Sällskapet i Konserthuset i Stockholm 1945–1973.
Åren 1950–1970 och 1975–1976 var han chef för Stockholms Konsertförening, och erhöll 1984 professors namn.
Norrbymedaljen instiftades 1974 av Akademiska kören och bär Johannes Norrbys namn. Medaljen kan tilldelas "svensk kördirigent som på ett framstående sätt främjat landets körliv och utvecklat körsången till bestående konstupplevelser". Johannes Norrby är begravd på Norra begravningsplatsen i Solna utanför Stockholm.
Johannes Norrby var också under flera säsonger domare i Sten Bromans frågeprogram Musikfrågan Kontrapunkt.

## Priser och utmärkelser
- 1949 – Ledamot nr 657 av Kungliga Musikaliska Akademien
- 1964 – Medaljen för tonkonstens främjande
- 1974 – Norrbymedaljen
- 1976 – Illis Quorum av åttonde storleken
- 1983 – Magnoliapriset
- 1984 – Professors namn